# Orthaea hispida
Orthaea hispida är en ljungväxtart som beskrevs av A. C. Smith. Orthaea hispida ingår i släktet Orthaea och familjen ljungväxter. Inga underarter finns listade i Catalogue of Life.